# بولو فيلا
بولو فيلا هو لاعب كرة قدم إكوادوري في مركز الوسط، ولد في 9 فبراير 1987 في غواياكيل في الإكوادور. لعب مع ديبورتيفو كوينكا ونادي إيميلك.

## وصلات خارجية
- بولو فيلا على موقع قاعدة بيانات كرة القدم.إي يو (الإنجليزية)
- بولو فيلا على موقع Soccerway.com (الإنجليزية)